# Juncus drummondii
Juncus drummondii là một loài thực vật có hoa trong họ Juncaceae. Loài này được E.Mey. mô tả khoa học đầu tiên năm 1853.

## Hình ảnh

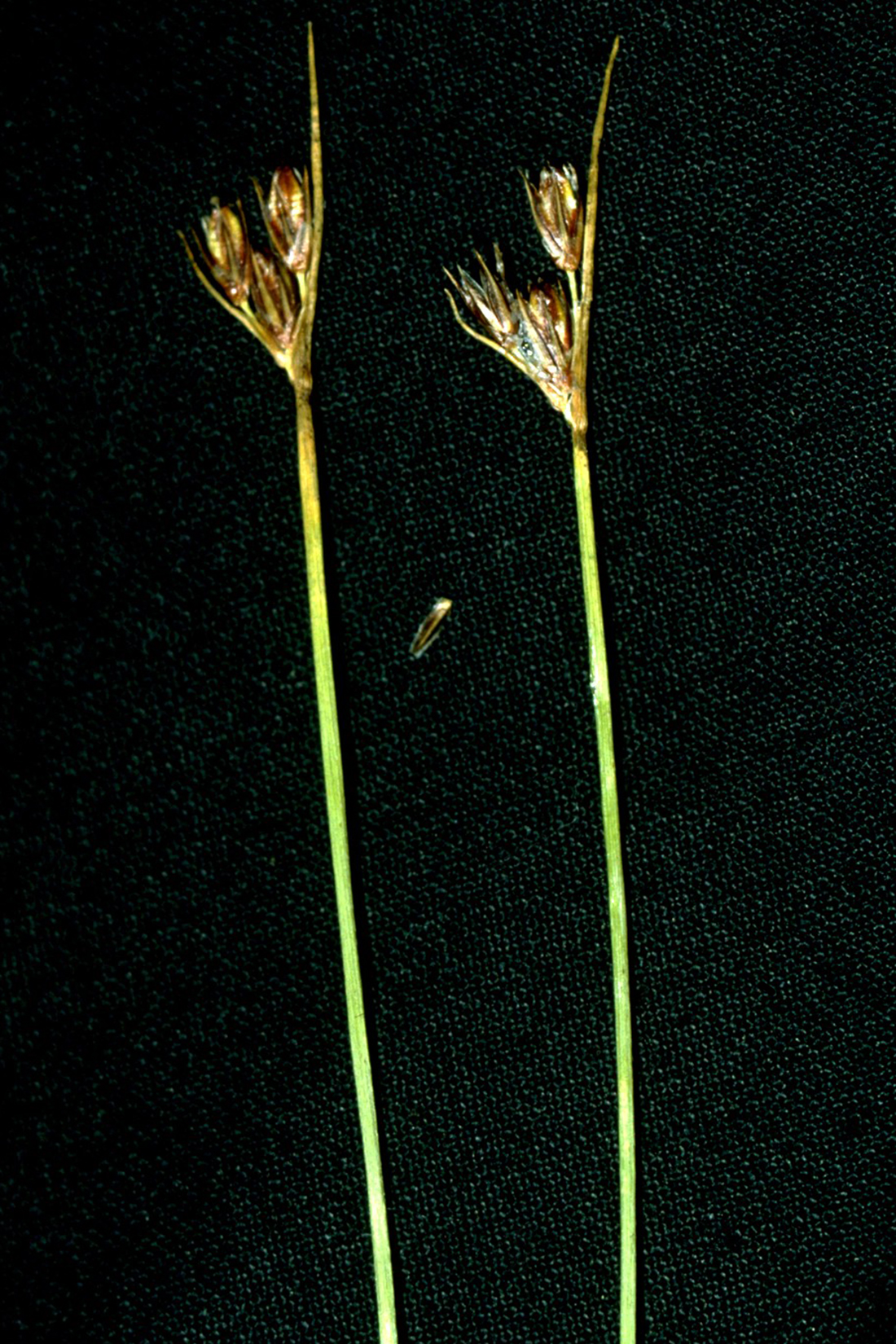
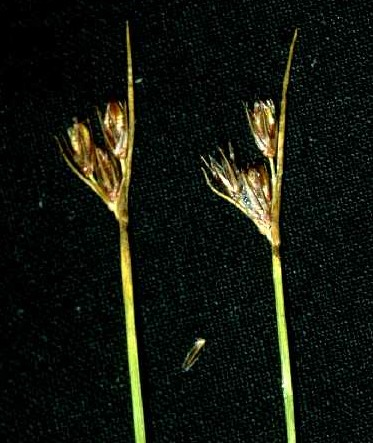